# Dímelo en la calle
Dímelo en la calle es el decimotercer disco de estudio de Joaquín Sabina, sacado a la venta en 2002 y del que se han vendido 300.000 ejemplares.
Aunque regresa a sus arreglistas habituales Antonio García de Diego y Pancho Varona, el disco mantiene la prevalencia de sonoridades acústicas presente en su exitoso 19 días y 500 noches. Se escuchan géneros como rock, folk, son cubano, ranchera, rumba, tango o vals peruano. Las letras se vuelven mucho más poéticas. 
El álbum se publica tras recuperarse el artista de una grave enfermedad, un derrame cerebral, que le apartó de toda actividad profesional. De regreso a los estudios, Sabina contó en este trabajo con la colaboración de Pasion Vega, participando en los coros del tema La canción más hermosa del mundo, al igual que colabora Santiago Segura en la canción Semos Diferentes, interpretada a dúo por ambos y que se incluye como Bonus Track en el listado final de canciones. En total 14 canciones entre las cuales encontramos un son en Ya Eyaculé, un tango en Yo también se jugarme la boca o un rock en Vamos pa'l Sur.

###### Agradecimientos del propio autor en la parte interna de la contraportada
"Como casi siempre (y ahora más que nunca) el corazón de estas canciones late al compás que marcaron Pancho Varona y Antonio García de Diego. Olga Román añadió su perfume incomparable y Juanito González sus mágicos dedos. Santiago Segura, Pasión Vega, Fena, Antonio Oliver, Nicolás Guillén y el Sub-Comandante Marcos, dejaron en ellas su huella indeleble. Sergio Véliz, con la ayuda de Suso Ramallo, soportó y organizó los primeros balbuceos y barnizó, al final, las 'Camas vacías' tan llenas de Jimena.

## Canciones
1. No permita la Virgen. (J. Sabina) - 4:13
2. Vámonos pa'l sur - 3:37
3. La canción más hermosa del mundo - 4:55
4. Como un dolor de muelas - 3:00
5. 69 punto G - 4:04
6. Peces de ciudad. (J. Sabina y P. Varona) - 5:06
7. El café de Nicanor (J. Sabina) - 5:00
8. Lágrimas de plástico azul - 3:46
9. Yo también sé jugarme la boca - 4:32
10. Arenas movedizas - 4:50
11. Ya eyaculé - 4:40
12. Cuando me hablan del destino - 3:44
13. Camas vacías (J. Sabina) - 5:06
14. Semos diferentes (J. Sabina) - 4:30

La canción Como un dolor de muelas es un tema escrito parcialmente por el portavoz del EZLN, el subcomandante Marcos. Semos diferentes pertenece a la banda sonora de la película Torrente 2, Misión en Marbella interpretado por Joaquín Sabina y Santiago Segura.